# Frédéric Pieretti
Frédéric Pieretti est un réalisateur, acteur et traducteur littéraire français, né le 11 septembre 1954 à Blida (Algérie).

## Biographie
Élève de Philippe Brigaud au Cours Simon, Frédéric Pieretti fait ses débuts de comédien au cinéma dans À nous les petites Anglaises de Michel Lang, en 1975, puis au théâtre au cours d’une tournée avec Christian Marin et Denise Grey. 
Sa carrière est interrompue par son service militaire, effectué dans la Marine nationale.
Au retour, il reprend ses activités et débute dans le doublage, qu’il pratiquera très régulièrement jusqu’au début des années 1990. Souhaitant néanmoins passer à la réalisation de films, il signe dès la fin des années 1980 des documentaires d’aventure, pour Les Carnets de l’Aventure d’Antenne 2, puis pour Ushuaïa, le magazine de l'extrême sur TF1.
Officier de réserve de la Marine nationale, il commence également alors à collaborer avec l'Établissement cinématographique et photographique des armées, ainsi qu’avec les services audiovisuels de la Gendarmerie et de la Marine, pour de nombreux documentaires et reportages. Certains de ceux-ci le conduiront à accompagner les forces françaises en opérations, en Afrique ainsi qu’au Kurdistan irakien, en ex-Yougoslavie et en Haïti, notamment.
Il est également le traducteur, sous divers pseudonymes, de plusieurs romans populaires américains et britanniques, ainsi que, sous son nom, des mémoires de Harry Carey Jr., l’un des acteurs fétiches de John Ford : La Compagnie des Héros.
Il a dirigé durant plusieurs années une société de production audiovisuelle et d'édition, Le Fantascope.
En 2022, il réalise en Corse un court métrage de fiction librement adapté d'une nouvelle d'Ivan Tourgueniev, A Malata.

## Filmographie

### Cinéma
- 1976 : À nous les petites Anglaises de Michel Lang
- 1977 : Gloria de Claude Autant-Lara : un soldat
- 1985 : Les spécialistes de Patrice Leconte
- 2020 : Un soupçon d'amour de Paul Vecchiali : Jérôme 2

### Télévision
- 1980 : Les Dames de la côte : ? (crédité en tant que Frédéric Pierretti)
- 1984 : Série noire : le proxénète corse

## Doublage

### Cinéma

#### Films
- 1979 : Tueurs de flics : un policier, joueur de poker (Allen Williams)
- 1980 : Au-delà de la gloire : Griff, le soldat qui ne voulait pas tirer (Mark Hamill) (1er doublage)
- 1980 : Cannibal Holocaust : Luca Barbareschi (Mark Tomaso)
- 1980 : Chicanos, chasseur de têtes : Jimmy Fante (Bruno Kirby)
- 1980 : Les dieux sont tombés sur la tête : ? ( ? )
- 1980 : Rosy la Bourrasque : ? ( ? )
- 1980 : Fame : Lee Curreri (Bruno Martelli)
- 1981 : Ragtime : ? ( ? )
- 1982 : Hammett : ? ( ? )
- 1981[n 1] : Sans retour : Tyrone Cribbs (Thomas Kent Carter)
- 1981 : Et tout le monde riait : voix additionnelles
- 1984 : Haut les flingues ! : ? ( ? )
- 1984 : Le Palace en délire : ? ( ? )
- 1984 : Top secret ! : ? ( ? )
- 1985 : Le Fou de guerre : voix additionnelles
- 1986 : Week-end de terreur : Rob Ferris (Ken Olandt)

### Télévision

#### Téléfilm
- 1986 : Vengeance : Hans (Robert Joy)

#### Séries télévisées
- 1966[n 2] : Le Frelon vert : Katô (Bruce Lee)
- 1974-1984 : Happy Days : ? ( ? )

#### Séries d'animation
- 1980[n 1]' : Bomber X : Léo, le capitaine Custer et Cyril (voix de remplacement)
- 1982 : Les Mystérieuses Cités d'or : un Inca (épisodes 8 et 9)
- 1983-1984[n 3] : Creamy, merveilleuse Creamy : Bouffetout
- 1983-1985 : Les Minipouss : voix diverses (saison 3)
- 1985-1987[n 4] : Théo ou la Batte de la Victoire : Philippe (épisode 69)